# Circle of Life: An Environmental Fable
Circle of Life: An Environmental Fable was een attractie in het Amerikaanse attractiepark Epcot, die geopend werd op 21 januari 1995 en werd gesloten op 3 februari 2018. In de attractie staat een film centraal die ingaat op het beschermen van de natuur ten gevolge van milieuverontreiniging door de mens. De attractie verving de voormalige attractie Symbiosis, die haar deuren voorgoed sloot op 1 januari 1995.

## Geschiedenis
Voor de opening van Circle of Life: An Environmental Fable, was op dezelfde plek Symbiosis te vinden, eveneens een film over natuurbehoud ten gevolge van milieuverontreiniging. Deze attractie stamde van 1 oktober 1982 en vormden samen met Listen to the Land en Kitchen Kabaret het oorspronkelijke The Land-paviljoen van Epcot. Nadat vanaf 1993 zowel Listen to the Land als Kitchen Kabaret werden gesloten om te worden vervangen door een nieuwe editie van de attractie (Living with the Land en Food Rocks, respectievelijk), werd op 1 januari 1995 ook Symbiosis gesloten om te worden vervangen door Circle of Life: An Environmental Fable.
Voor de productie van Circle of Life: An Environmental Fable werd verschillend materiaal van Symbiosis hergebruikt (waaronder scènes van indianen, oorspronkelijke Hawaïanen, de Masai, het Amazoneregenwoud, de Serengeti, de Andes, New York, Las Vegas, Philadelphia en verschillende beelden van wilde dieren). Anders dan Symbiosis, werd bij Circle of Life: An Environmental Fable gebruik gemaakt van tekenfilmfiguren; in dit geval van die van The Lion King. Daarvoor werd grofweg 2,5 minuut aan nieuw tekenfilmmateriaal geproduceerd door (toen nog) Walt Disney Feature Animation. Uiteindelijk opende Circle of Life: An Environmental Fable op 21 januari 1995. De attractie werd 23 jaar later, op 3 februari 2018, voorgoed gesloten om plaats te maken voor een oefenruimte voor Disney Performing Arts. In januari 2020 verschijnt in de bioscoopzaal een nieuwe film die gaat over de schoonheid en verscheidenheid van de aarde: Awesome Planet.

## Beschrijving
Gasten betraden de attractie via de ingang op de eerste verdieping in het The Land-paviljoen van Epcot, die toegang gaf tot een wachtruimte. In de wachtruimte hingen enkele televisieschermen met daarop de wachttijd tot de volgende vertoning van de film. Voor aanvang van de film, hield een medewerker een introductiepraatje en somde daarin enkele aanwijzingen op voor de gasten. Daarna gingen de deuren open en konden gasten de filmzaal betreden. Wederom hield een medewerker een praatje met daarin enkele aanwijzingen; vervolgens startte deze medewerker de film en opende het filmdoek zich.
De film begint met de stem van Mufasa die vertelt over hoe de wereld samenhangt en dat alles onderdeel is van 'de kringloop van het leven', waarvoor we respect moeten hebben. Vervolgens worden onder begeleiding van het lied Circle of Life enkele filmbeelden vertoond van dieren in het wild. Hierna komt Simba in beeld, die water drinkt uit een beek in de jungle. Vervolgens wordt hij natgespetterd door Timon en Pumbaa, die een boomstronk in het water gooien. Zij zijn bezig met de bouw van een stuwdam, zodat zij hun Hakuna Matata Lakeside Village kunnen bouwen: een resort waar mensen geen zorgen zullen hebben en een goed leven kunnen leiden. Simba laat vervolgens zien dat door de stuwdam, andere dieren in de vallei geen water meer zullen hebben: de vallei is compleet uitgedroogd. Dan geeft Timon aan dat als dieren water willen, ze maar naar het Hakuna Matata Lakeside Village moeten komen. Vervolgens vertelt Simba een verhaal over een wezen dat volgens hem (binnen deze context) erg op Timon en Pumbaa lijkt.
Simba vertelt dat vroeger, de mens in harmonie leefde met de natuur en alleen aan de natuur onttrok wat hij daadwerkelijk nodig had. Echter, er kwamen steeds meer mensen en daardoor was er ook steeds meer en meer nodig om een goed leven te leiden: voedsel, ruimte, energie. Dit wordt vergezeld door Timon en Pumbaa, die alleen maar roepen dat "more and more" hun motto is. Daarop wordt Simba boos, en vertelt hij dat mensen niet doorhadden dat door alleen maar meer en meer te willen, ze de natuur ernstig vervuilden. Dit wordt gevolgd door enkele scènes waarin de natuur ernstig wordt uitgeput en vervuild. Timon en Pumba schrikken hiervan en vertelden dat ze hier geen idee hadden. Op de vraag van Timon of iedereen dat zomaar goed vond, vertelt Simba dat er verschillende initiatieven zijn ontstaan van mensen die de milieuvervuiling wel in de gaten hadden.
Dit wordt gevolgd door verschillende scènes waarin natuurbehoud centraal staat, zoals rioolwaterzuiveringsinstallaties, het opschonen van rivieren, elektrische auto's en het bestuderen van de natuur, zodat deze beter behouden kan blijven. Vervolgens zeggen Timon en Pumbaa, gefascineerd door deze initiatieven, dat ze mens hierin willen gaan helpen. Op de vraag van Simba of ze niet iets vergeten, komen Timon en Pumbaa erachter dat ze hun eigen stuwdam nog op moeten heffen onder het mom van "making the world a better place, starts in your own backyard." Vervolgens stormt Pumbaa door de stuwdam heen en krijgen ze te zien dat de hele vallei weer opbloeit. Dit wordt gevolgd door verschillende hedendaagse filmbeelden waarin mensen in harmonie leven met de natuur, onder begeleiding van het lied Circle of Life. De film eindigt met de woorden Circle of Life in beeld. Daarmee was de film afgelopen en gingen de uitgangsdeuren van de zaal open, die uitkwamen op de begane grond van het The Land-paviljoen.

## Stemverdeling
| Acteur           | Personage             |
| ---------------- | --------------------- |
| James Earl Jones | Mufasa                |
| Cam Clarke       | Simba                 |
| Nathan Lane      | Timon                 |
| Ernie Sabella    | Pumbaa                |
| Carmen Twillie   | Zanger Circle of Life |